# 다바이투나이탕

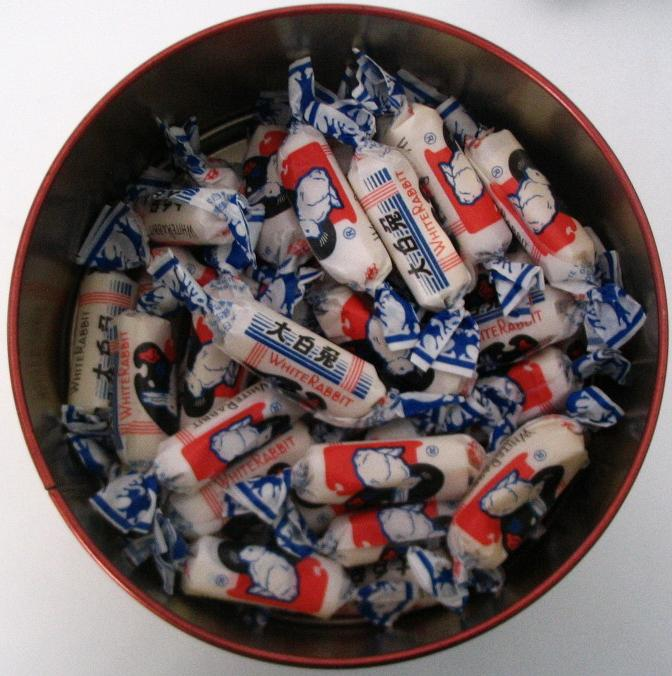
다바이투나이탕

다바이투나이탕(大白兔奶糖) 또는 다바이투 우유캔디, 화이트 래빗(White Rabbit)은 중국 상하이관성위안 식품유한공사(중국어: 上海冠生园食品有限公司)에서 제조한 우유캔디 브랜드이다. 디바이투나이탕은 상징적인 문화 브랜드이며 1943년부터 생산되어 왔다. 디바이투나이탕은 많은 본토인과 홍콩인들의 어린 시절 추억의 일부이며 많은 중국 고전 영화와 TV 시리즈에 등장했다.

## 같이 보기
- 용수당
- 덕덕통